# Ivan Rupert Gusić
Ivan Rupert Gusić (Guszich) (Vivodina, 23. prosinca, 1761. – Zagreb, 31. srpnja, 1821.) hrvatski (kajkavski) je pisac, prevoditelj, svećenik i redovnik.
Gusić rodio se je u Vivodini. Otac mu je bio Ivan Gusić st., a majka Ana. U Benediktinskom redu je dobio ime Rupert, a obiteljsko ime je Ivan, koje je dobio na krštenju. Pohađao je Klasičnu gimnaziju u Zagrebu koju je završio 1794. godine. Iz benediktinskoga reda je prešao u svjetovne svećenike Zagrebačke biskupije. Bio je duhovni pomoćnik Jurja Ožegovića u Plešivici od 27. kolovoza, 1801. do 22. svibnja, 1802., Petra Skledara u Martinskoj Vesi kod Vrbovca i Franje Stulića u Svetoj Nedelji od veljače do svibnja, 1803. 1820. godine je bio upravitelj župe u Vivodini. Umro je u domu za nemoćne svećenike u Zagrebu.
Maksimilijan Vrhovac, zagrebački biskup ga je zamolio za prevođenje Biblije na kajkavski. U planu su već radili Antun Vranić, Ivan Nepomuk Labaš, Stjepan Korolija i Ivan Krstitelj Birling. Pomagao je i plan Tomaš Mikloušić. Gusić je prevodio prvi kajkavski evanđelistar: Evangelium Ieshusha Krisztusha, koj je Gusić načinio prema latinskome predlošku usklađenog evanđelja Evangelium Jesu Christi syntattomeno e qualtuor evangelis. Prevodio je i Djela apostolska (Chini apostolzki) s dvjema poslanicama Rimljanima i Korinćanima Svetog Pavla, te Otkrivenje (Ochituvanye szv. Ivana apoztola).

## Viri
- Alojz Jembrih: Još o "Vrhovčevoj Bibliji," Kajkavski u povijesnom i sadašnjem obzorju, Krapina 2010.